# Pont-Croix
Pont-Croix (tiếng Breton: Pontekroaz) là một xã của tỉnh Finistère, thuộc vùng Bretagne, miền tây bắc Pháp.

## Dân số
Người dân ở Pont-Croix được gọi là Pontécruciens.